# Campyloneurus kirbyi
Campyloneurus kirbyi är en stekelart som först beskrevs av Cameron 1905.  Campyloneurus kirbyi ingår i släktet Campyloneurus och familjen bracksteklar. Inga underarter finns listade.